# Kelly Evernden
Kelly Graeme Evernden (* 21. September 1962, in Gisborne) ist ein ehemaliger neuseeländischer Tennisspieler.

## Leben
Evernden studierte an der University of Arkansas und wurde 1984 in die Bestenauswahl All-American gewählt. Im Jahr darauf wurde er Tennisprofi und stand im Finale der ATP-Turniere von Brisbane, wo er Paul Annacone unterlag, sowie von Sydney, wo er an Henri Leconte scheiterte. 1986 gewann er in Köln an der Seite von Chip Hooper seinen ersten Doppeltitel. Das folgende Jahr war das erfolgreichste seiner Karriere. Er konnte zwei Einzeltitel sowie einen Doppeltitel erringen. Insgesamt gewann er im Laufe seiner Karriere drei Einzel- sowie fünf Doppeltitel. Seine höchste Notierung in der Tennis-Weltrangliste erreichte er 1989 mit Position 31 im Einzel sowie 1988 mit Position 19 im Doppel.
Sein bestes Resultat bei einem Grand-Slam-Turnier erreichte er 1987 mit dem Viertelfinale der Australian Open. In der Doppelkonkurrenz stand er im Viertelfinale der Australian Open, von Wimbledon und der US Open.
Evernden spielte zwischen 1985 und 1994 34 Einzel- sowie 20 Doppelpartien für die neuseeländische Davis-Cup-Mannschaft. Sein größter Erfolg mit der Mannschaft war das Erreichen des Viertelfinales der Weltgruppe 1990 gegen Australien. Er gewann sein Einzel gegen John Fitzgerald, unterlag jedoch Wally Masur sowie im Doppel an der Seite von David Lewis gegen Darren Cahill und Mark Kratzmann. Bei den Olympischen Sommerspielen 1988 trat er im Einzel und Doppel für Neuseeland an. Nach einem Sieg über Goran Ivanišević schied er in der zweiten Runde gegen Amos Mansdorf aus. Zusammen mit Bruce Derlin erreichte er das Viertelfinale, schied dort jedoch gegen Stefan Edberg und Anders Järryd aus Schweden aus. 1990 nahm er mit Belinda Cordwell am Hopman Cup teil, sie unterlagen in der ersten Runde gegen die Österreicher Barbara Paulus und Thomas Muster.

## Erfolge
| Legende                       |
| Grand Slam                    |
| Tennis Masters Cup            |
| ATP Masters Series            |
| ATP International Series Gold |
| ATP International Series (8)  |

### Einzel
| Nr. | Datum           | Turnier    | Belag     | Finalgegner    | Ergebnis      |
| --- | --------------- | ---------- | --------- | -------------- | ------------- |
| 1.  | 15. Juni 1987   | Bristol    | Rasen     | Tim Wilkison   | 6:4, 7:6      |
| 2.  | 5. Oktober 1987 | Brisbane   | Hartplatz | Eric Jelen     | 3:6, 6:1, 6:1 |
| 3.  | 2. Januar 1989  | Wellington | Hartplatz | Shūzō Matsuoka | 7:5, 6:1, 6:4 |

### Doppel
| Nr. | Datum | Turnier      | Belag     | Partner         | Finalgegner                         | Ergebnis      |
| --- | ----- | ------------ | --------- | --------------- | ----------------------------------- | ------------- |
| 1.  | 1986  | Köln         | Hartplatz | Chip Hooper     | Jan Gunnarsson Peter Lundgren       | 6:4, 6:7, 6:3 |
| 2.  | 1987  | Brisbane     | Hartplatz | Matt Anger      | Broderick Dyke Wally Masur          | 7:6, 6:2      |
| 3.  | 1988  | Philadelphia | Teppich   | Johan Kriek     | Kevin Curren Danie Visser           | 7:6, 6:3      |
| 4.  | 1989  | Montreal     | Hartplatz | Todd Witsken    | Charles Beckman Shelby Cannon       | 6:3, 6:3      |
| 5.  | 1990  | Wellington   | Hartplatz | Nicolás Pereira | Sergio Casal Emilio Sánchez Vicario | 6:4, 7:6      |